# سیارک ۴۶۴۶
سیارک ۴۶۴۶ (به انگلیسی: 4646 Kwee، نامگذاری:4009P-L) چهار هزار و ششصد و چهل و ششمین سیارک کشف شده‌است که در ۲۴ سپتامبر ۱۹۶۰ کشف شد.
قدر مطلق سیارک برابر ۱۳٫۸۰ است.